# Dorymyrmex grandulus
Dorymyrmex grandulus är en myrart som först beskrevs av Auguste-Henri Forel 1922.  Dorymyrmex grandulus ingår i släktet Dorymyrmex och familjen myror. Inga underarter finns listade i Catalogue of Life.

## Bildgalleri

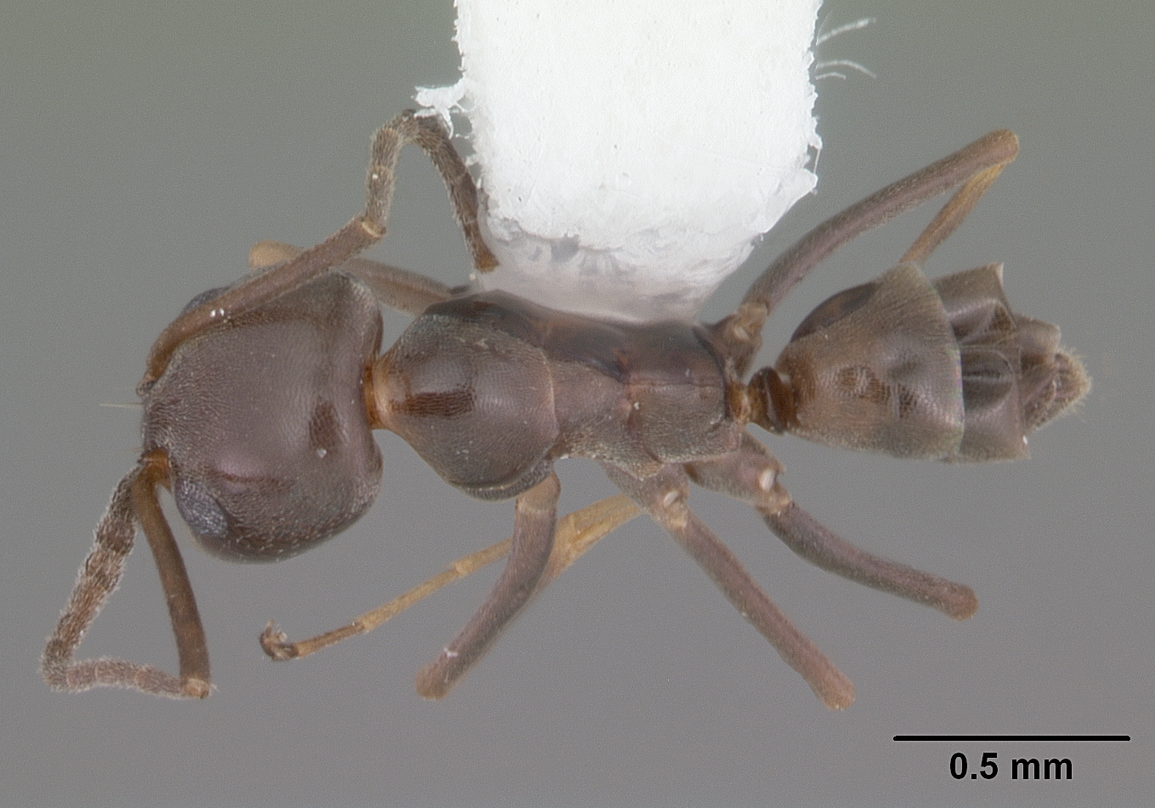
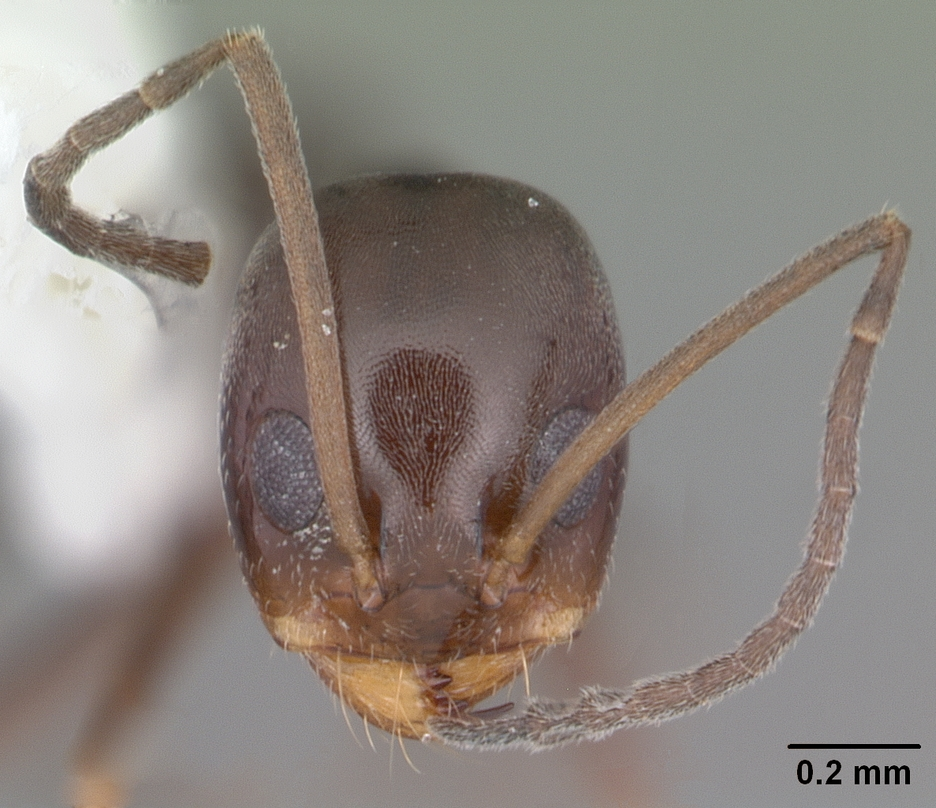
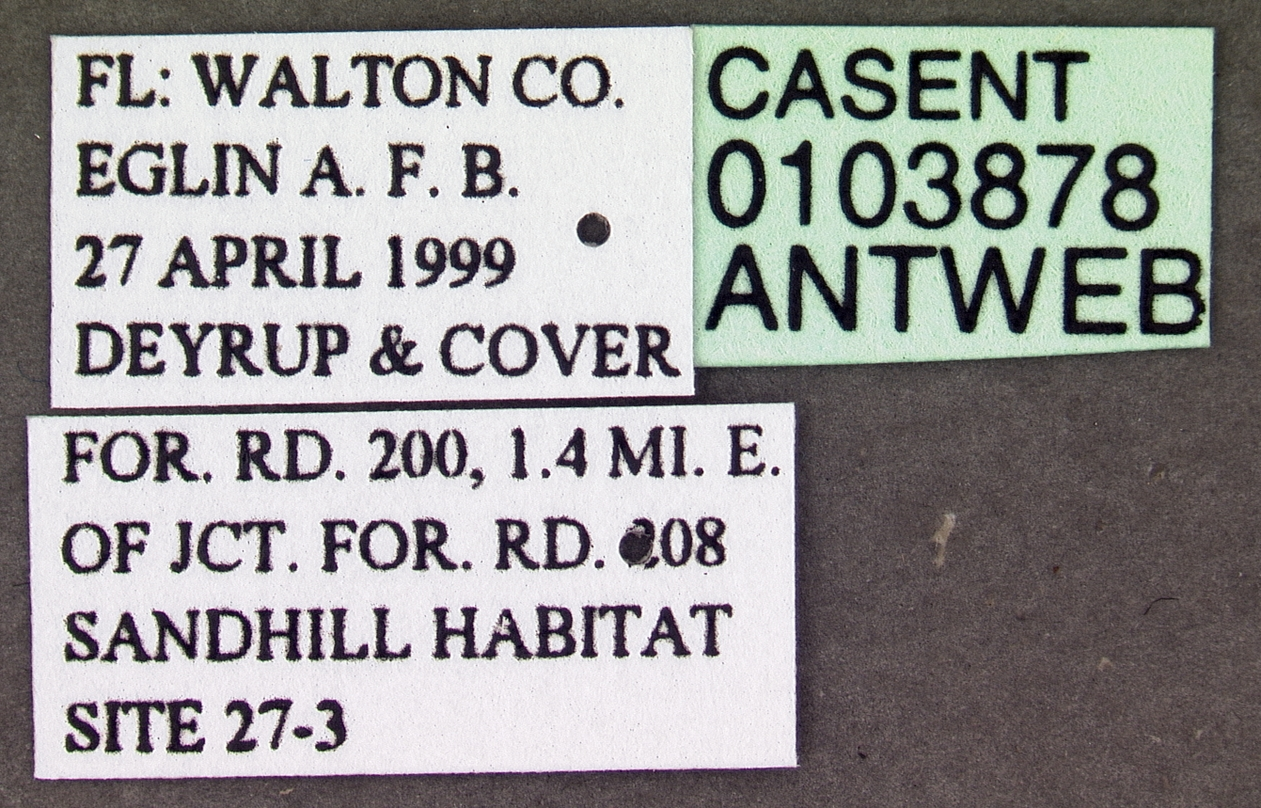
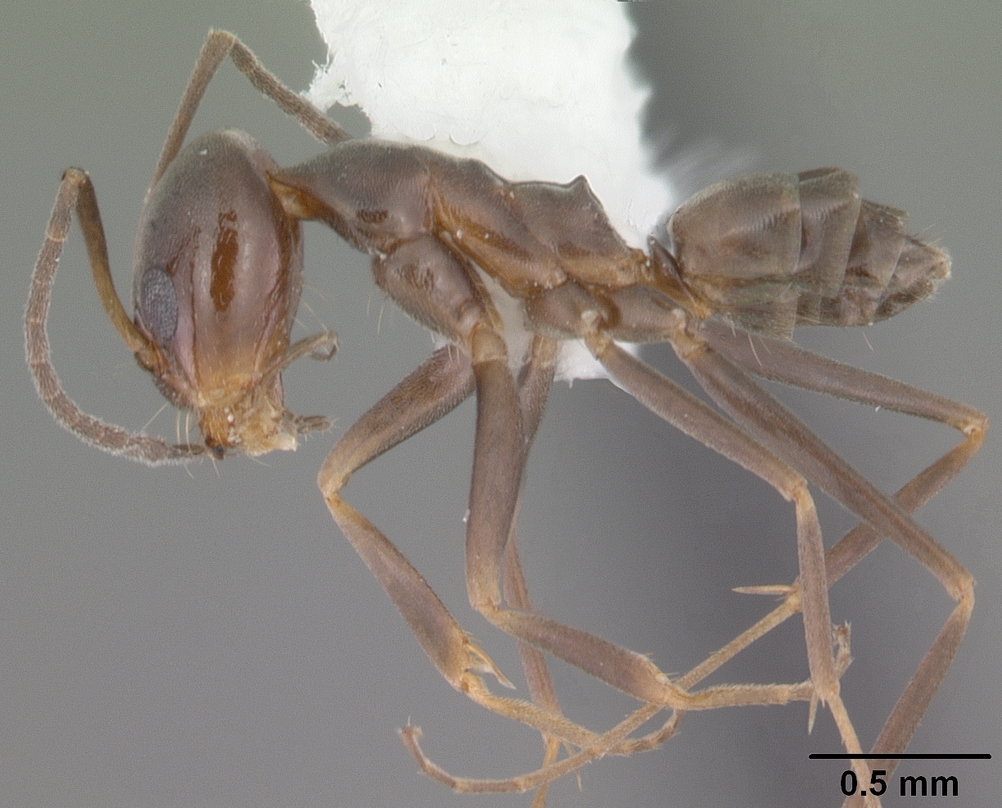